# Giro d'Italia de 1963
Giro d'Italia 1963 foi a quadragésima sexta edição da prova ciclística Giro d'Italia (Corsa Rosa), realizada entre os dias 19 de maio e 9 de junho de 1963.
A competição foi realizada em 21 etapas com um total de 4.063 km.
O vencedor foi o ciclista italiano Franco Balmamion. Largaram 120 competidores, cruzaram a linha de chegada 86 corredores.